# Busca
Busca is een gemeente in de Italiaanse provincie Cuneo (regio Piëmont) en telt 9671 inwoners (31-12-2004). De oppervlakte bedraagt 65,8 km², de bevolkingsdichtheid is 147 inwoners per km².
De volgende frazioni maken deel uit van de gemeente: Attissano, Bosco, Castelletto, Morra S.Giovanni, S.Alessio S.Chiaffredo, S.Martino, S.Mauro, S.Quintino, S.Rocco, S.Stefano, S.Vitale.

## Demografie
Busca telt ongeveer 3926 huishoudens. Het aantal inwoners steeg in de periode 1991-2001 met 6,2% volgens cijfers uit de tienjaarlijkse volkstellingen van ISTAT.
| Jaar | Inwoneraantal |
| ---- | ------------- |
| 1991 | 8913          |
| 2001 | 9469          |

## Geografie
Busca grenst aan de volgende gemeenten: Caraglio, Costigliole Saluzzo, Cuneo, Dronero, Rossana, Tarantasca, Valmala, Villafalletto, Villar San Costanzo.